# ناثان كاردوسو
ناثان كاردوسو (بالبرتغالية: Nathan Pelae Cardoso‏) (13 مايو 1995 بساو باولو في البرازيل - ) هو لاعب كرة قدم برازيلي في مركز الدفاع. شارك مع منتخب البرازيل تحت 20 سنة لكرة القدم. أما مع النوادي، فقد لعب مع نادي بالميراس ونادي كريسيوما.

## وصلات خارجية
- ناثان كاردوسو على موقع الدوري الأمريكي (الإنجليزية)
- ناثان كاردوسو على موقع قاعدة بيانات كرة القدم.إي يو (الإنجليزية)
- ناثان كاردوسو على موقع Soccerway.com (الإنجليزية)
- ناثان كاردوسو على موقع عالم كرة القدم.نت (الإنجليزية)